# Шарова Тетяна Михайлівна
Шарова Тетяна Михайлівна — доктор філологічних наук (2021), професор (2021) кафедри суспільно-гуманітарних наук Таврійський державний агротехнологічний університет імені Дмитра Моторного.
Кандидат філологічних наук (2011), доцент (2012) кафедри української і зарубіжної літератури Мелітопольського державного педагогічного університету імені Богдана Хмельницького, завідувач кафедри української і зарубіжної літератури (2016—2021), секретар Вченої ради МДПУ імені Богдана Хмельницького (2017—2021), голова Правління ГО «Інноваційні обрії України», координатор освітньо-інформаційного центру «Інноваційні обрії української словесності» (2015—2021).
Завідувач кафедри української і зарубіжної літератури (2016—2021 рр.), професор (2021).
Секретар Вченої ради Мелітопольського державного педагогічного університету імені Богдана Хмельницького (2017—2021).
З квітня 2021 професор кафедри суспільно-гуманітарних наук Таврійського державного агротехнологічного університету імені Дмитра Моторного.
З 01 червня 2021 року — начальник Центру незалежного оцінювання Таврійського державного агротехнологічного університету імені Дмитра Моторного.
З серпня 2022 року завідувач сектору з науково-методичного забезпечення відділу роботи з обдарованою молоддю Державної наукової установи «Інститут модернізації змісту освіти».
З 19 вересня 2022 року — головний науковий співробітник з науково-методичного забезпечення відділу роботи з обдарованою молоддю Державної наукової установи «Інститут модернізації змісту освіти».

## Освіта
Закінчила Мелітопольський державний педагогічний університет (2005) за спеціальністю «Українська мова і література та художня культура» та здобула кваліфікацію: вчитель української мови і літератури та художньої культури; магістратуру Мелітопольського державного педагогічного університету (2006) за спеціальністю «Філологія. Українська мова і література» та отримала кваліфікацію: викладач української мови та літератури вищого навчального закладу.
З 2006 р. — асистент кафедри української і зарубіжної літератури МДПУ імені Богдана Хмельницького, з 2010 р. — заступник декана з виховної роботи, кандидат філологічних наук, старший викладач кафедри української і зарубіжної літератури. У 2015 р. — декан філологічного факультету МДПУ імені Богдана Хмельницького, а з квітня 2016 р. — завідувач кафедри української і зарубіжної літератури. З вересня 2017 р. секретар Вченої ради університету; керівник освітньо-інформаційного центру «Інноваційні обрії української словесності» (2015—2021 рр), з травня 2021 — професор катедри суспільно-гуманітарних наук Таврійського державного агротехнологічного університету імені Дмитра Моторного, з 01 червня 2021 — начальник Центру незалежного оцінювання Таврійського державного агротехнологічного університету імені Дмитра Моторного.

## Авторський доробок
Авторка більше 200 публікацій, монографії «Василь Бондар: поезія та художня проза письменника як біографічний ландшафт» (Харків, 2010).
Автор та співавтор навчальних посібників із Грифом Міністерства освіти і науки України «Історія зарубіжної літератури XVII—XVIII ст.» (у співавторстві з А. В. Землянською), «Історія української літератури І пол. ХІХ ст.», «Методологічні аспекти комп'ютерної підтримки самостійної роботи студентів-філологів» (у співавторстві з С. В. Шаровим), «Світова література в умовах глобалізаційних процесів» (у співавторстві з А. В. Землянською).
Авторка більше 140 науково-методичних праць, у тому числі монографій «Життя як політ: художні домінанти творчості Володимира Родіонова» (у співавторстві з А. В. Землянською) та науково-документального видання «Володимир Родіонов: хроніка життя і творчості» (у співавторстві з А. В. Землянською).
Автор електронних засобів навчального призначення «Тарасовими стежками», «Історія зарубіжної літератури XVII—XVIII ст.» (у співавторстві з А. В. Землянською), «Історія української літератури І пол. ХІХ ст.», «Історія української літератури 40-60-х рр. ХІХ ст. Апостол правди і науки» (у співавторстві з В. О. Кравченко та С. В. Шаровим), «Творчість В. Короленка» (у співавторстві з Л. Ю. Москальовою). Усі електронні засоби навчального призначення зареєстровані в Державній службі інтелектуальної власності, на них отримано свідоцтва на предмет авторського права.

## Науково-методична діяльність

### Монографії
1. Шарова Т. М. Василь Бондар: поезія та художня проза письменника як біографічний ландшафт. — Харків: Вид-во «Майдан», 2010. — 184 с.
2. Шарова Т. М. Кость Гордієнко: нариси, публіцистика, епістолярій: художньо-популярне видання. — Харків: Майдан, 2014. — 144 с.
3. Шарова Т. М., Землянська А. В. Володимир Родіонов: хроніка життя і творчості / [упор., передмова й примітки Т. М. Шарової, А. В. Землянської]. — Харків: Федорко, 2015. — 358 с.
4. Шарова Т. М., Землянська А. В. Життя як політ: художні домінанти творчості Володимира Родіонова монографія ; [передм. проф. І. Л. Михайлина]. — Харків: Федорко, 2017. — 196 с.

### Навчально-методичні праці
1. Шарова Т. М., Землянська А. В. Історія зарубіжної літератури XVII—XVIII ст.: навч. посібник. — Харків: Майдан, 2011. — 272 с.
2. Шарова Т. М. Історія української літератури І половини ХІХ століття: навч. посібник. — Харків: Майдан, 2014. — 272 с.
3. Шарова Т. М., Шаров С. В. Методологічні аспекти комп'ютерної підтримки самостійної роботи студентів-філологів: навчально-методичний посібник. — [2-ге вид.: доп. і перероб.]. — Харків: «Федорко», 2014. — 200 с.
4. Шарова Т. М. Історія української літератури I пол. ХІХ ст.: навч. посібник. — [2-ге вид. доп і перероб.]. — Харків: Майдан, 2017. — 272 с.
5. Шарова Т. М., Шаров С. В., Солоненко А. М. Видатні особистості української словесності: видання у схемах. — Мелітополь, 2018. — 252 с.
6. Шарова Т. М., Землянська А. В. Світова література в умовах глобалізаційних процесів: навч. посібник. — Мелітополь: ФОП Однорог Т. В., 2018. — 156 с.

### Підручники
1. Шарова Т. М., Шаров С. В. Історія української літератури 40–60-х рр. ХІХ ст.: підручник. — Мелітополь: Люкс, 2018. — 201 с.

## Нагороди та відзнаки
- Подяка Міністерства освіти і науки України (2015)
- Почесна Грамота Кабінету Міністрів України (2018)
- Грамота Міністерства освіти і науки України (2021)
- Переможець (лауреат) Конкурсу «Молодий вчений року» переможець у номінації «Філологічні науки» (2021)
- Переможець (лауреат) Конкурсу «Молодий вчений року» переможець у номінації «Громадська організація — популяризатор науки» (2021)
- Стипендіатка державної іменної стипендії найкращим молодим вченим для увічнення подій Революції Гідності та вшанування подвигу Героїв України — Героїв Небесної Сотні на 2023 рік (Наказ МОНУ № 1047 від 18.11.2022 р.). Стипендія Юрія Поправки.